# Мальцев Леонід Семенович
Леонід Семенович Мальцев — (нар. 29 серпня 1949, село Вітіневка, Слонімський район, Гродненська область, Білоруська РСР), військовий та державний діяч Білорусі, міністр оборони Республіки Білорусь (1995 — 1996, 2001 — 2009), генерал-полковник. З 9 по 16 листопада 2012 року працював в.о. Голови КДБ Білорусі, з 2 листопада 2013 року по 27 грудня 2016 року — Голова Державного прикордонного комітету Білорусі.

## Біографія
Народився 29 серпня 1949 року в селі Вітіевка Слонімського району Гродненської області. У 1967 році закінчив Мінське суворовське військове училище. У 1971 році із золотою медаллю закінчив Київське вище військове загальновійськове командне училище.
З 1971 по 1972 роки обіймав посаду Командира мотострілецького взводу 41 мотострілецького полку 207 мотострілецької дивізії 3 загальновійськової армії, Групи Радянських військ у Німеччині (ГСВГ). У 1972 році — підвищений до Командира мотострілецької роти 41 мотострілецького полку 207 мотострілецької дивізії 3 загальновійськової армії. В 1974 році переведений на посаду Командира мотострілецького батальйону 41 мотострілецького полку 207 мотострілецької дивізії 3 загальновійськової армії.
В 1976 поступив на навчання до Військової академії імені Фрунзе, яку закінчив у 1979 році з відзнакою.
Після академії служив на посаді Заступника командира 384 навчального мотострілецького полку 129 навчальної мотострілецької дивізії, Далекосхідного військового округу. В 1980 році підвищений до Командира 384 навчального мотострілецького полку 129 навчальної мотострілецької дивізії.
З 1982 по 1986 роки — начальник штабу — заступник командира 79 мотострілецької дивізії.
З 1986 по 1987 роки — Командир 79 мотострілецької дивізії.
У 1987 році став командиром 121 навчальної мотострілецької дивізії.
В період з 1987 по 1990 роки — Начальник 291 окружного навчального центру підготовки молодших спеціалістів мотострілецьких військ.

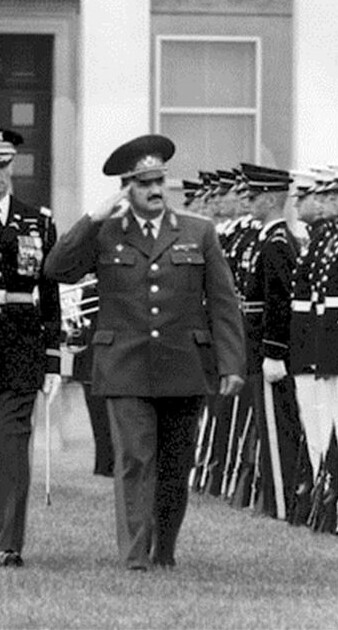

У 1992 році закінчив з відзнакою Військову академію Генерального штабу Збройних Сил СРСР.
По закінченню академії поступив на службу до Збройних сил Республіки Білорусь.
З 10 липня 1992 працює на посаді першого заступника командувача 28-ї загальновійськової армії, після її скорочення, з 7 квітня 1993 — командир 28-го армійського корпусу.
З серпня 1994 року — начальник Головного штабу — перший заступник Міністра оборони Республіки Білорусь.
10 жовтня 1995 року призначений на посаду Міністра оборони Республіки Білорусь. 1 листопада 1996 року зі скандалом був звільнений з посади Міністра оборони «за проступок, що дискредитує військове звання офіцера (появу в громадському місці в нетверезому стані)».
У березні 1997 року рішенням Ради міністрів оборони держав-учасниць СНД призначений першим заступником начальника Штабу по координації військового співробітництва держав-учасників СНД.
З 29 листопада 2000 року — заступник Державного секретаря Ради Безпеки Республіки Білорусь.
З 24 вересня 2001 року по 4 грудня 2009 року — Міністр оборони Республіки Білорусь.
З 4 грудня 2009 року — Державний секретар Ради безпеки Республіки Білорусь.
З 2 лютого 2011 року внесений до «чорного списку» осіб, яким заборонено в'їзд на територію Європейського Союзу.
З 9 по 16 листопада 2012 року — виконувач обов'язків Голови КДБ Республіки Білорусь.
З 2 листопада 2013 — голова Державного прикордонного комітету. 27 грудня 2016 року звільнений з посади. Із 2017 року — проректор Міжнародного університету «МІТСО». 

## Нагороди
- Орден Військової Слави (31 грудня 2008) — за виняткові досягнення в зміцненні оборони Республіки Білорусь.[11]
- Орден «За службу Батьківщині» I ступеня (Білорусь, 10 листопада 2003) — за особливі заслуги у зміцненні обороноздатності Республіки Білорусь, створенні та освоєнні нової військової техніки.[12]
- Орден Дружби (Росія, 2009) [13]
- Почесна грамота Національних зборів Білорусі (30 вересня 2002) — за заслуги у розвитку законодавства в галузі забезпечення національної безпеки та міждержавних зв'язків у сфері військового співробітництва.[14]
- Орден «За службу Батьківщині в Збройних Силах СРСР» ІІ і III ступенів.[15][16]